# Iván Petrovich

Iván Petrovich auf einer Fotografie von Alexander Binder

Ivan Petrovich, auch Svetozar Petrov und Svetislav (Swetislaw) Petrovits, gebürtig Svetislav Ivan Petrovitch (* 1. Januar 1894 in Neusatz, Österreich-Ungarn; † 18. Oktober 1962 in München), war ein durch Stummfilme bekannt gewordener Schauspieler.

## Leben
Der serbischstämmige Petrovich begann nach dem Besuch des Gymnasiums in Neusatz ein Architekturstudium zuerst in Prag, dann in Belgrad, welches er jedoch nach acht Semestern im August 1914 unterbrechen musste, da er zum Militärdienst eingezogen wurde. Nach vier Jahren im Krieg setzte er das Studium schließlich nicht mehr fort, sondern entschloss sich, gänzlich neue Wege zu gehen. Er lebte einige Zeit in Paris, wo er begann, als Opernsänger aufzutreten. Sein Gesangstalent führte ihn auf Tourneen durch Europa und die Vereinigten Staaten.
1919/20 hatte er seine ersten Filmauftritte unter dem Namen Svetozar Petrov in österreichischen Filmen des Regisseurs Michael Kertesz (welcher später als Michael Curtiz in Hollywood Filmgeschichte schreiben sollte). In den folgenden Jahren war Petrovich in zahlreichen internationalen Stummfilmproduktionen zu sehen, darunter The Garden of Allah (1927) und Alraune (1928).
Nicht zuletzt aufgrund seines gesanglichen Talents schaffte Petrovich Anfang der 1930er Jahre den nahtlosen Übergang vom Stumm- zum Tonfilm und spielte zunächst vorwiegend in Operettenverfilmungen und Musikfilmen den singenden Filmhelden. Er wirkte hauptsächlich in österreichischen Produktionen unter anderem an der Seite von Hans Moser, Theo Lingen, Liane Haid und Pola Negri mit.
In den Kriegsjahren war Petrovich in drei ungarischen Produktionen aktiv – seine Jugend in der zweisprachigen Vojvodina sowie sein Sprachtalent (neben seiner Muttersprache Serbisch sprach er Ungarisch, Deutsch, Englisch und Französisch) erlaubten es ihm nicht nur in mehreren Ländern tätig zu sein, sondern auch äußerst glaubwürdig etwa in Czardas der Herzen (1951) den stereotypen Ungarn der Nachkriegsfilme darzustellen.
In den 1950er Jahren hatte Petrovich unter anderem in Sissi, die junge Kaiserin (1956) und schließlich in Fahrstuhl zum Schafott (1958) bedeutende Nebenrollen. Er war mit der Sängerin und Schauspielerin Friedel Schuster verheiratet.
Er ruht auf dem Münchner Nordfriedhof.

## Filmografie
- 1919: Die Dame mit dem schwarzen Handschuh
- 1920: Die Dame mit den Sonnenblumen
- 1920: Die Sterne von Damaskus
- 1920: Die Gottesgeißel
- 1921: Galathea
- 1922: Die Tänzerin Navarro
- 1923: Koenigsmark
- 1925: Die freudlose Gasse
- 1925: Ein Walzer von Strauß
- 1926: Der Magier (The Magician)
- 1926: Die Schloßherrin vom Libanon (La châtelaine du Liban)
- 1927: Der Orlow
- 1927: Das größte Opfer (The Garden of Allah)
- 1927: Fürst oder Clown
- 1927: Alraune
- 1928: Frauenarzt Dr. Schäfer
- 1928: Geheimnisse des Orients
- 1928: Die drei Leidenschaften (The Three Passions)
- 1928: Quartier Latin
- 1929: Der Leutnant Ihrer Majestät
- 1929: Der Günstling von Schönbrunn
- 1930: Es gibt eine Frau, die Dich niemals vergißt
- 1930: Der König von Paris
- 1930: Liebe und Champagner
- 1931: Opernredoute
- 1931: Viktoria und ihr Husar
- 1931: Die Fledermaus
- 1932: Holzapfel weiß alles
- 1932: Der Feldherrnhügel
- 1932: Der Orlow / Der Diamant des Zaren
- 1933: Die Blume von Hawaii
- 1933: Muß man sich gleich scheiden lassen
- 1933: Manolescu, der Fürst der Diebe
- 1933: Das Glück von Grinzing
- 1934: Gern hab’ ich die Frau’n geküßt
- 1934: Polenblut
- 1934: Der letzte Walzer
- 1935: Der rote Reiter
- 1935: Der Kosak und die Nachtigall
- 1935: Königstiger
- 1936: Das Frauenparadies
- 1936: Ungeküsst soll man nicht schlafen geh’n
- 1936: Mädchen in Weiß
- 1936: Drei Mäderl um Schubert
- 1937: Frauenliebe – Frauenleid
- 1937: Unter Ausschluß der Öffentlichkeit
- 1937: Die Korallenprinzessin
- 1937: Die Kronzeugin
- 1938: Monika - Eine Mutter kämpft um ihr Kind
- 1938: Stärker als die Liebe
- 1938: Die Nacht der Entscheidung
- 1939: Dein Leben gehört mir
- 1939: Parkstraße 13
- 1939: Zentrale Rio
- 1940: Feinde
- 1942: Einmal der liebe Herrgott sein
- 1944: Machita
- 1948: Arlberg-Express
- 1948: Verlorenes Rennen
- 1948: Der Prozeß
- 1949: Wer bist du, den ich liebe?
- 1949: Eroica
- 1950: Prämien auf den Tod
- 1950: Maharadscha wider Willen
- 1951: Verklungenes Wien
- 1951: Czardas der Herzen
- 1952: Des Teufels Erbe (The Devil Makes Three)
- 1952: Die Försterchristel
- 1952: Das letzte Rezept
- 1952: Fritz und Friederike
- 1953: Man nennt es Liebe
- 1953: Der Feldherrnhügel
- 1953: Einmal kehr’ ich wieder
- 1954: Der Zarewitsch
- 1956: Sissi, die junge Kaiserin
- 1957: Frühling in Berlin
- 1957: Witwer mit fünf Töchtern
- 1958: Fahrstuhl zum Schafott (Ascenseur pour l’échafaud)
- 1958: Das gab’s nur einmal
- 1959: Die Reise (The Journey)

## Tondokumente (Beispiele)
Petrovich besang Schallplatten für den Lindström-Konzern auf dessen Marken Odeon und Gloria:
- Gloria G.O. 10 499 a (mx. Bi 1146) Da nehm' ich meine kleine Zigarette. Lied a. d. Operette "Der Orlow" (Musik: Bruno Granichstaedten - Text: Ernst Marischka u. Bruno Granichstaedten)

- Gloria G.O. 10 499 b (mx. Bi 1145) Es ist nie zu spät für eine schöne Stunde. Tango a. d. Harmonie-Tonfilm "Muß man sich gleich scheiden lassen?" (Musik: Mischa Spoliansky - Text: Fr. Rotter)

Ivan Petrovich mit Tanz-Orchester. Aufgenommen 7. Januar 1933.
- Odeon O-25005 a (mx. Be 10 548) Laß' nur dein Herz entscheiden : aus der Operette: "Lady Fanny" (n. d. Lustspiel v. Jerome) (Musik: Theo Mackeben - Text: Erich Ernst und Peter Hell)

- Odeon O-25005 b (mx. Be 10 550) Wenn ich Sie fragen dürfte ... : Duett aus der Operette: "Lady Fanny" (n. d. Lustspiel v. Jerome) (Musik: Theo Mackeben - Text: Erich Ernst und Peter Hell)

Friedel Schuster - Ivan Petrovich. Begleitung: Orchester des Deutschen Künstler-Theaters, Berlin. Leitung: Theo Mackeben.
- Odeon O-25006 a (mx. Be 10 549) Heute geht es mir vorzüglich, Walzer aus “Lady Fanny” (n. d. Lustspiel v. Jerome) (Musik: Theo Mackeben - Text: Erich Ernst und Peter Hell)

- Odeon O-25006 b (mx. Be 10 551) Ach, wie lieb’ ich die Welt, aus dto.

Friedel Schuster - Ivan Petrovich. Begleitung: Orchester des Deutschen Künstler-Theaters, Berlin. Leitung: Theo Mackeben. Aufgenommen 13. Februar 1934.